# Décès en 1050
Décès
- 1046
- 1047
- 1048
- 1049
- 1050
- 1051
- 1052
- 1053
- 1054

Cette page dresse une liste de personnalités mortes au cours de l'année 1050 :

## Jour connu
- 12 avril : Alferio Pappacarbone, religieux catholique italien, fondateur de l'Abbaye de la Sainte Trinité de Cava.
- juin : Zoé Porphyrogénète, impératrice byzantine.
- 29 octobre : Eadsige, archevêque de Cantorbéry[1].

## Jour inconnu
- Ali III de Shirvan (en), chah de Chirvan.
- Anund Jacob, fils du roi Olof III Skötkonung et de la princesse Estrid des Obotrites.
- Constantin Arianitès, général byzantin.
- Bernard I de Berga (en), comte de Berga.
- Casilda de Tolède, ermite espagnole.
- Mawdud de Ghazni, sultan des Ghaznévides.
- Gonka (en)
- Einar Tambarskjelve, seigneur et politicien Norvégien.
- Olivier d'Ancône, moine bénédictin italien.
- Rutger Ier de Clèves, premier comte de Clèves.
- Suryavarman Ier, roi de l'Empire khmer.

## Date incertaine (vers 1050)
- Michel Dokeianos, noble et un militaire byzantin.
- Arlette de Falaise, concubine du duc de Normandie Robert le Magnifique, mère de Guillaume le Conquérant d'Odon de Bayeux et de Robert de Mortain.

## Crédit d'auteurs
- Cet article est partiellement ou en totalité issu de l'article intitulé « 1050 » (voir la liste des auteurs).